# Gabara pallescens
Gabara pallescens är en fjärilsart som beskrevs av William Schaus 1894. Gabara pallescens ingår i släktet Gabara och familjen nattflyn. Inga underarter finns listade i Catalogue of Life.